# أديتيا كاوشيك
أديتيا كاوشيك (10 سبتمبر 1991 بدلهي في الهند - ) هو لاعب كريكت هندي.

## وصلات خارجية
- أديتيا كاوشيك على موقع إي آس بي آن كريك إنفو (الإنجليزية)